# Trichomanes ujhelyii
Trichomanes ujhelyii là một loài dương xỉ trong họ Hymenophyllaceae. Loài này được K mô tả khoa học đầu tiên năm 1912.
Danh pháp khoa học của loài này chưa được làm sáng tỏ. 